# Karl-Heinz Herzberg
Karl-Heinz Herzberg (* 1. Juni 1919 in Müncheberg; † 9. Juni 1996 in Moraira) war ein deutscher Brigadegeneral des Heeres der Bundeswehr.

## Leben
Herzberg wusch in Ost- und Westpreußen auf und besuchte ein humanistisches Gymnasium. Nach dem Abitur und Reichsarbeitsdienst trat er am 15. November 1938 als Offizieranwärter beim Infanterie-Regiment 45 in Marienberg in die Wehrmacht ein. Dort durchlief er verschiedene Verwendungen und nahm am Zweiten Weltkrieg teil.
Nach dem Zweiten Weltkrieg war er zwangsverpflichteter Bauhilfsarbeiter hatte ein Studienverbot wegen „Militarismus“, durchlief eine Berufsausbildung zum Maurer und legte am 24. September 1954 die Prüfung zum Maurer-Meister ab.
Am 16. Juli 1956 trat er in die Bundeswehr ein, wo er zunächst Kompaniechef der Stabeskompanie des Heeresstabes I in Münster und S 1-Offizier (Personal) im Stab des I. Korps in Münster war. Von 1958 bis 1959 absolvierte er den 2. Generalstabslehrgang Heer an der Führungsakademie der Bundeswehr in Hamburg, wo er zum Offizier im Generalstabsdienst ausgebildet wurde. Es folgten Verwendungen als Generalstabsoffizier für Logistik (G 4) der 11. Panzergrenadierdivision in Oldenburg (Oldb), G 3 der Panzergrenadierbrigade 31 in Oldenburg, G 4 und G 3 des II. Korps in Ulm.
Vom 1. Oktober 1968 bis zum 15. Januar 1971 war er Kommandeur der Panzerbrigade 33 in Lingen/Ems und danach Stabsabteilungsleiter V im Führungsstab des Heeres im Bundesministerium der Verteidigung in Bonn. Zuletzt war er Amtschef des Materialamtes der Bundeswehr in Sankt Augustin von 1975 bis 1979. Mit Ablauf des September 1979 wurde er in den Ruhestand versetzt.
Herzberg war verheiratet, evangelisch und hatte einen Sohn.

## Auszeichnungen
- 28. Februar 1941: Eisernes Kreuz I. Klasse
- 15. Februar 1945: Verwundetenabzeichen in Silber
- 23. September 1969: Verdienstkreuz 1. Klasse der Bundesrepublik Deutschland
- 24. August 1978: Großes Verdienstkreuz der Bundesrepublik Deutschland[1]